# Sierschildpadden
Sierschildpadden (Chrysemys) zijn een geslacht van waterbewonende schildpadden uit de familie moerasschildpadden (Emydidae). De groep werd voor het eerst wetenschappelijk beschreven door John Edward Gray in 1844.

## Taxonomie
Het geslacht was lange tijd monotypisch en werd slechts door een enkele soort vertegenwoordigd; de sierschildpad (Chrysemys picta). Deze soort had vier afwijkende variaties die als ondersoorten werden aangemerkt. Een van deze ondersoorten, de zuidelijke sierschildpad (Chrysemys dorsalis) wordt tegenwoordig als een aparte soort gezien binnen het geslacht Chrysemys, naast de sierschildpad.

## Verspreiding en leefgebied
Beide soorten komen voor in delen van Noord-Amerika en met name de Verenigde Staten. De zuidelijke sierschildpad komt voor in het zuidoosten van de Verenigde Staten; van oostelijk Texas tot delen van Alabama.

## Soorten
- Soort Zuidelijke sierschildpad (Chrysemys dorsalis)
- Soort Sierschildpad (Chrysemys picta)